# Pyrosoma atlanticum
Espèce
Synonymes
- Dipleurosoma ellipticum Brooks, 1906[2]
- Pyrosoma benthica Monniot C. & Monniot F., 1966[2]
- Pyrosoma elegans Lesueur, 1813[2]
- Pyrosoma ellipticum (Brooks, 1906)[2]
- Pyrosoma giganteum var. atlanticum Péron, 1804[2]
- Pyrosoma giganteum Lesueur, 1815[2]
- Pyrosoma rufum Quoy & Gaimard, 1824[2]
- Pyrosoma triangulum Neumann, 1909[2]

Pyrosoma atlanticum est une espèce coloniale de tuniciers pélagiques de la famille des Pyrosomatidae. 
Elle vit dans les eaux marines tempérées de toute la planète. Son nom de genre provient des mots grecs pyros (« feu ») et soma (« corps ») et fait référence à ses capacités de bioluminescence.
Son nom spécifique (atlanticum) provient du fait que le premier spécimen décrit (en 1804 par le naturaliste français François Péron) provenait de l'océan Atlantique, mais l'espèce a depuis été trouvée dans toutes les parties tempérées des océans.

## Description

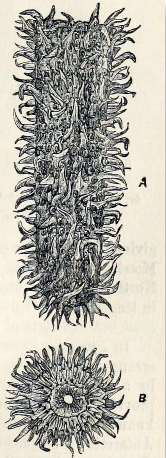
A. Vue d'une colonie, de profil B. Vue de l'extrémité ouverte.

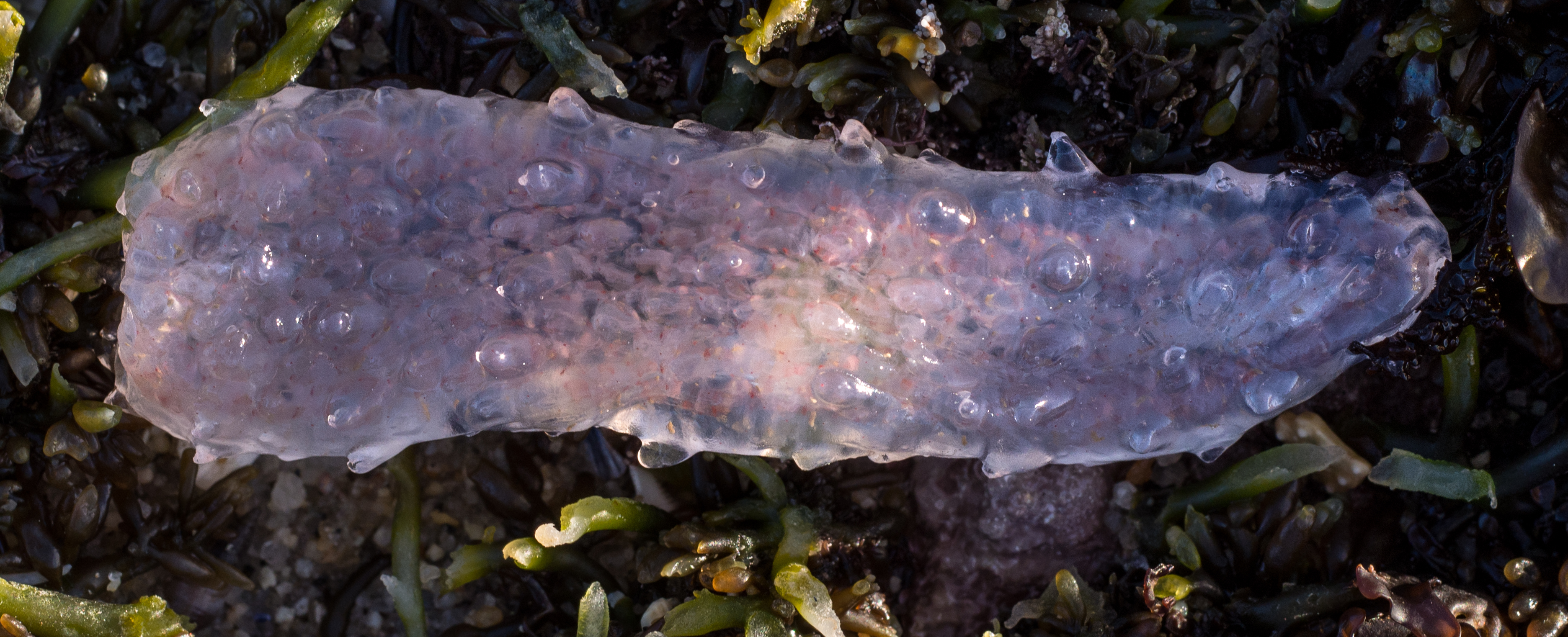
Pyrosoma atlanticum déposée par la mer sur une plage de Californie.

Une colonie de Pyrosoma atlanticum se présente comme un cylindre rigide pouvant atteindre environ 60 cm de long (pour une largeur de 4 à 6 cm). Les zoïdes constitutifs de cette colonie lui donnent une couleur rose pâle, jaunâtre ou bleuâtre. Une extrémité du tube est plus étroite et fermée d'un côté, alors que l'autre est ouverte et terminée par un fort diaphragme. La surface extérieure (« test » ou tunique) est gélatinisée, translucide, constituée d'une couche cuticulaire dense organisée autour d’une matrice de tunique fibreuse qui la rigidifie (microfibrilles de cellulose comme chez les ascidiens, ce qui laisse supposer qu’ils ont un ancêtre commun). Chaque zoïde est un individu mesurant jusqu'à 8,5 mm (0,3 po) de long, doté d'un large sac branchial ramifié présentant des fentes branchiales. 
Le long du sac branchial, un endostyle produit des filtres muqueux. L'eau passe dans le centre du cylindre et en est expulsée via les branchies de la colonie par la pulsation rythmique des cils de chaque individu. Le plancton et d'autres particules alimentaires sont capturés par les filtres muqueux lors de ce processus qui permet aussi à la colonie de se propulser dans l'eau. L'embryon de Pyrosoma atlanticum est très petit, dépourvu de siphon buccal. Pyrosoma atlanticum est bioluminescent (une lumière bleu-vert brillante est émise quand la colonie est stimulé,.

## Distribution et habitat
Pyrosoma atlanticum vit dans les zones tempérées de l'océan mondial, jusqu’aux abords de la ceinture intertropicale, généralement entre 50°N et 50°S. Peu connu du public car rarement aperçu en surface, il est très abondant à partir de -250 m (800 pi).
Les colonies sont pélagiques et elles se déplacent proactivement dans la colonne d'eau, selon un rythme nycthéméral. La migration diurne est une remontée vers la surface, alors que chaque jour à l'aube les colonies redescendent vers le fond. 
La distance parcourue lors de cette double migration quotidienne varie selon la taille de la colonie : les grandes colonies peuvent ainsi remonter chaque jour sur 760 m alors que de petites colonies (de quelques millimètres de long) peuvent couvrir des distances verticales de 90 m.

## Biologie
En raison de la taille du zoïde et plus encore des colonies, l’espèce est classée parmi le macroplancton.
L’espèce est réputée pélagique, mais quelques photographies faites sur des fonds marins montrent des individus nageant ou posés sur le fond (à 160-170 m en Nouvelle-Zélande) sans que l’on sache dans ce cas si ce comportement est normal ou non.
Une étude récente faite dans l'océan Indien, qui a comparé l'alimentation de différents organismes zooplanctoniques, a conclu que les colonies de Pyrosoma atlanticum étaient les plus efficaces en termes de filtration des particules de plus de 10 μm de diamètre, ce qui implique que l'espèce là où elle est présente en grande quantité joue un rôle important dans le réseau trophique et donc dans le cycle du carbone, le micro-mélange de l'eau et qu'elle aurait une stratégie de consommation d'une grande quantité de biomasse en consommant beaucoup d'énergie pour monter et descendre quotidiennement dans la colonne d'eau, plutôt que d'investir dans des mécanismes de conservation de l'énergie. 
La croissance de la colonie s'effectue par ajout de nouveaux anneaux de zoïdes autour du bord de la colonie qui par ailleurs s'élargit.
Elle produit aussi des déchets métaboliques et par sa respiration du CO2 qui dans les zones eutrophes peut contribuer à une chute du taux d'oxygénation de l'eau, voire une situation d'anoxie.

## Bioluminescence
Une paire d'organes luminescents garnit chaque côté du siphon d'entrée sur chaque zoïde. Lorsqu'ils sont stimulés ils s'allument et s'éteignent, provoquant un flash rythmique. Les études conduites dans les années 1990 n'ont mis en évidence aucune voie neurale entre les zoïdes d'une colonie ; chaque zoïde semble simplement répondre à la lumière émise par ses voisins (et/ou à la lumière provenant d'autres colonies proches).
Moseley signalait déjà en 1879 qu’il peut être aventureux de toujours vouloir donner une explication à la bioluminescence mais la couleur (longueur d’onde) et l’intensité de la lumière peuvent étayer certaines théories sur la fonction de la bioluminescence marine. La lumière émise par cette espèce pénètre bien l’eau et les zoïdes la perçoivent parfaitement puisqu’ils y réagissent immédiatement. On ignore son rôle possible par rapport aux prédateurs potentiels, proies ou espèces-compagnons.

## Écologie
Des symbioses avec d'autres espèces ont été observées : cinq spécimens d'une petite crevette du genre Funchalia, longue d’un peu plus de 1 cm (antennes comprises) ont été trouvés vivantes à l'intérieur du tube colonial de Pyrosoma atlanticum, ainsi que d'autres amphipodes (dont par exemple des espèces d'hyperiides : Phronima et Phronimella spp..
Cette espèce, à la biomasse parfois très abondante, est une source de nourriture pour divers prédateurs pélagiques comprenant des poissons osseux à gros yeux (susceptibles de repérer la lumière émise par leurs proies) tels que Neocyttus rhomboidalis, Epigonus lenimen, Schedophilus maculatus, Alepocephalus rostratus, mais aussi certains mammifères marins, tels que les dauphins,  éléphants de mer et les baleines, , ,.

## Risques en cas de mortalités en masse
Des blooms planctoniques peuvent se produire. 
Une mortalité massive de millions de colonies a été constatée en mars 2006 sur les fonds marins de Côte d'Ivoire lors de l'inspection par un ROV d'un pipeline sous-marin, pouvant conduire à des phénomènes de zone marine morte. 
En 2017, alors que cette espèce est habituellement plus abondante près de la ceinture intertropicale, à partir de février des naturalistes et les pêcheurs de la côte ouest de l'Amérique du Nord décrivent un évènement sans précédent de mémoire d'homme : des millions de colonies de pyrosome semblent envahir les eaux de l'océan Pacifique jusque près de la surface, anormalement près des côtes et s'échouant sur les plages de l'Alaska. De telles pullulations sont signalées jusque très au nord du pays, par les radios publiques d'Alaska, et d'Oregon (où on les a aussi filmés sur le fond). Un navire de recherche signale avoir capturé environ 60 000 colonies tubulaires en cinq minutes.
Ce phénomène ne semble pas directement lié à des apports d'eau réchauffée, car des eaux anormalement chaudes ont été constatées depuis 2014 sans pullulations aussi massives, et 2017 a de plus été caractérisé par des eaux moins chaudes sur la côte ouest. Mais selon Brodeur qui étudie cette espèce, il pourrait être une conséquence retardée du "blob d'eau chaude" qui en 2015-2016 a dopé la vie marine de cette partie du Pacifique de manière inhabituelle (on a observé en Alaska des serpents de ?
Localement ces pullulation de millions à milliards de colonies empêchent littéralement la pêche en colmatant les filets et se prenant aux hameçons destinés aux saumons. 
Des scientifiques craignent que si ces pyrosomes meurent en masse, ils puissent créer une nouvelle vaste  « zone morte », la décomposition de leurs cadavres priverait l'eau de tout l'oxygène nécessaire aux espèces évoluées, tout en devenant une nouvelle source de méthane et de gaz carbonique.

## Publication originale
- François Péron, « Mémoire sur le nouveau genre Pyrosoma », Annales du Muséum d'Histoire Naturelle, Paris, Inconnu, vol. 4,‎ 1804, p. 437-446 (OCLC 1696489, lire en ligne).